# Niccolò de' Terzi, il Guerriero

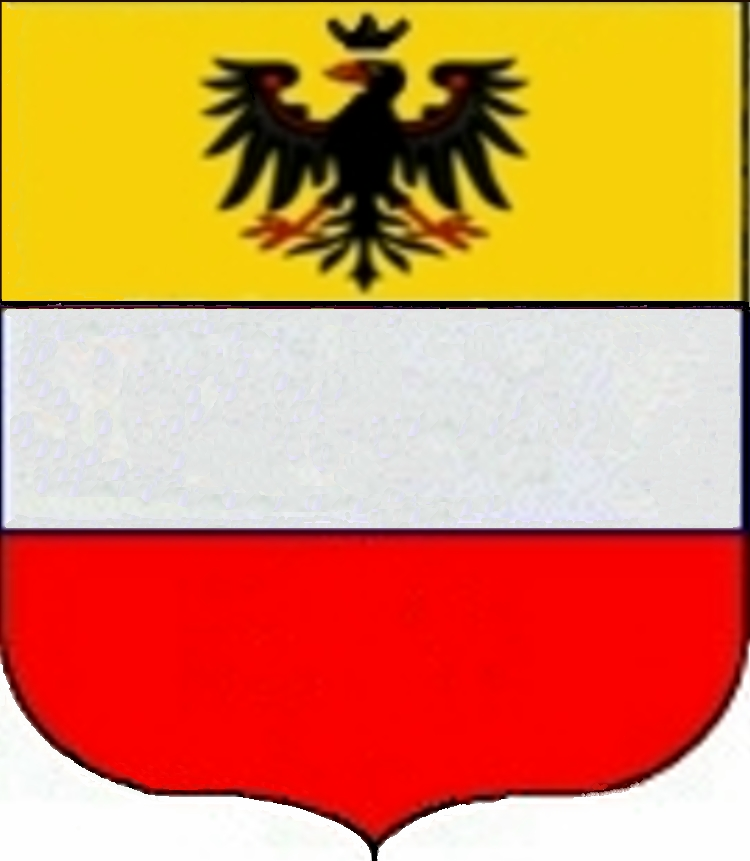
Terzi di Parma, stemma

Niccolò de' Terzi, o Niccolò Guerrero, ovvero Nicolao Guerrerio (... – Mantova, 1475?), è stato un condottiero italiano.

## Biografia
Niccolò de’ Terzi, ovvero Nicolao de Terciis Parmensi, conte di Tizzano e di Castelnuovo, feudatario di Guardasone e di Colorno e d’altre importanti terre parmigiane, divenuto celebre per le sue imprese militari al servizio di Filippo Maria Visconti come “il Guerriero” era figlio naturale di Ottobuono de' Terzi ed ebbe per madre Cecilia de Lapergola, rimasta nubile. Nacque verosimilmente durante l’ultimo decennio del XIV secolo, come fa dedurre l’atto della sua legittimazione, decisa dal padre Ottobono, e rogato dal notaio milanese Lanzarotto o Lancillotto Regna, il 25 novembre 1405. In quel documento, oltre al buon carattere di Niccolò, si indica la sua età approssimativa: considerantes in te bone indolis inditia que demonstras, et pubertatis etate.. Morì nel suo esilio presso la corte dei Gonzaga di Mantova, ove ricoprì per oltre quattro lustri la carica di camerlengo, presumibilmente intorno al 1475.
Nipote di Niccolò Terzi il Vecchio, era fratellastro di Jacopo e Giorgio, che Ottobuono ebbe dalla prima moglie Orsina, e di Niccolò Carlo, Margherita e Caterina nati dal matrimonio con Francesca da Fogliano.
Niccolò il Guerriero sposò una Ludovica di ignota famiglia che lo seguì dopo il 1448 nell’esilio mantovano e che gli diede almeno due figli: Giovan Francesco e Gaspare che affiancarono il padre nelle sue ultime imprese militari.

## Il capitano d'armi
Il 27 maggio 1409, Niccolò, il futuro “Guerriero” non era presente quando il padre Ottobuono, fu assassinato a tradimento da Muzio Attendolo Sforza a Rubiera presso Modena.
Niccolò, seppe del tragico evento mentre stava a Parma presso Jacopo e Beltramo, fratelli di Carlo da Fogliano che, al contrario di questi, erano partigiani degli Estensi. Immediatamente si precipitò a indossare le armi e raggiunse Carlo, suocero e fedele consigliere del defunto genitore. Al suo fianco, con lo zio Giovanni Terzi, il 17 giugno 1409, Niccolò Guererio filio Othonis  ingaggiò la sua prima battaglia, e qui conobbe la sua prima sconfitta, sotto il Castello di Montecchio Emilia per contrastare le truppe in avanzata di Niccolò III, comandate dal medesimo Sforza, che aveva ucciso il padre. In quello scontro le forze estensi prevalsero costringendo alla rotta quelle dei Terzi che ripararono entro la cinta Porta Nuova a Parma, dove opponevano la loro ultima resistenza le truppe cittadine dei Terzi. Ma anche quel baluardo doveva cadere e il 17 luglio, Niccolò III d’Este s’impadroniva di Parma marcando la fine della signoria sulla città della casata dei Terzi.
Dopo questa data si perdono le tracce di Niccolò. Ricompare sette anni più tardi quale capitano in armi al soldo di Filippo Maria Visconti. Fedele nel servizio al ducato milanese, perseverava nella tradizionale militanza della sua casata, dal padre Ottobuono al nonno Niccolò il Vecchio..
Nella primavera del 1416 le milizie del duca di Milano attaccarono quelle del marchese d’Este che ancora occupavano gli ex domini viscontei. Niccolò Terzi il Guerriero e Guido Torelli, avevano già conquistato fama di «capitani egregi» e combattevano allora sotto il comando generale del più celebre Francesco Bussone, detto “il Carmagnola”..
Nel 1417 il Terzi comandava assieme al Torelli, le forze di cavalleria, funzionalmente accorpate alla guardia del corpo ducale e alla compagnia delle famose Lance spezzate. Niccolò condusse anche le compagnie a cavallo che avevano operato sotto le insegne del padre Ottobono. Di lui, Nicolaus Tertius Othonis filius, e di Guido Torelli, capitani di Filippo Maria Visconti, Giorgio Giulini, citando il cronista Andrea Biglia, scrisse che erano illustri e ”tutti peraltro così magnifici, che da alcun altro in Italia non venivano superati”..
Ai primi di marzo 1420 il Torelli e il Terzi tentarono di riconquistare Parma al Visconti. Fu un’esibizione militare di dimensioni esigue che il Duca tuttavia apprezzò molto. Pochi giorni appresso, il 13 marzo, premiò il Torelli investendolo di Guastalla, Montechiarugolo reintegrandolo di tutti i privilegi goduti nel 1406.
Sul finire dell’agosto, sempre il Terzi e il Torelli, assieme a Cecco da Montagnana, al comando d’uno schieramento di 600 lance, riuscirono ad impadronirsi di Borgo S. Donnino e di altre terre fino a Castelnuovo. In seguito alle prove di eccellenza nell’arte militare dimostrate sul campo da Niccolò il Guerriero presero corpo nuove richieste perché fossero a lui restituiti i feudi, terre e castellanie che erano stati sequestrati alla sua casata dopo l’assassinio di Ottobuono.
Nell’estate del 1424, Filippo Maria Visconti, pronto a invadere l'Italia centrale, aveva concentrato le sue truppe, forti di 4000 cavalieri ed altrettanti fanti agli ordini di Angelo della Pergola, sul fronte della Romagna. Niccolò il Guerriero, alla testa di 400 cavalli, e Guido Torelli che comandava un’altra compagnia, combatterono il 28 luglio alla battaglia di Zagonara sotto le insegne del ducato di Milano contro la cavalleria della Repubblica di Firenze che schierava ottomila unità agli ordini del capitano generale Carlo I Malatesta, il signore di Rimini. La cavalleria fiorentina, che aveva lanciato per prima l’attacco nella mattina, dopo 5 ore di scontri e assalti dall’esito incerto, subì alla fine una pesante sconfitta. Il Malatesta fu catturato con 5000 tra cavalieri e fanti e il castello di Zagonara fu atterrato.
Agli inizi del 1425 Genova, allora dominio di Filippo Maria Visconti, si trovò minacciata da Alfonso V d'Aragona, alleato della Repubblica di Firenze e del deposto doge Tomaso Fregoso, esilule nella Lunigiana. Niccolò il Guerriero in primavera fu inviato in Liguria al comando di tre cento cavalieri e cinque mila fanti, di scarsa qualità militare. Quando con quelle truppe raccogliticcie affrontò i ribelli liguri del Fregoso aiutati dai Fiorentini a Sestri Levante, gli manco il supporto delle artiglierie della flotta amica salpata in ritardo da Genova sotto il comando del Doria. Le zuffe tra i due schieramenti durarono due giorni con esiti sempre incerti. La lunga battaglia fu infine decisa dall’intervento della squadra navale nemica guidata Pietro di Trastámara (Pietro d’Aragona) che, dopo aver sconfitto la flotta del Doria, assalì vittoriosamente con le proprie artiglierie e le balestre le truppe viscontee comandate da Niccolò il Guerriero. Si contarono quel giorno tra le truppe viscontee più di settecento uccisi e i prigionieri furono oltre mille duecento tra cavalieri e fanti. Niccolò il Guerriero, stretto tra le artiglierie della flotta aragonese e le micidiali balestre delle più esperte e agguerrite truppe fiorentine e liguri, preferì salvare le sue truppe scelte e trovò rifugio entro le mura di Genova.
Nel corso della guerra che nel 1427 vide nuovamente contrapposto il Ducato di Milano alla Repubblica di Venezia Francesco da Bussone, il Carmagnola, comandante generale delle truppe della Serenissima,   manovrò per tentare d’impadronirsi dell’importante snodo strategico di Montichiari nel Bresciano. Il 29 maggio dispose le sue forze, 30.000 armati,  per impadronirsi il giorno seguente della rocca di Gottolengo, che presidiava le comunicazioni tra Mantova, Cremona e Brescia. Il tentativo fallì perché durante la notte Niccolò Piccinino, il condottiero dei Viscontei, riuscì a introdurre nel castello le sue truppe viscontee comandate dai suoi migliori capitani, e tra questi primeggiava Niccolò Terzi il Guerriero, al comando di settecento cavalieri. Fu proprio la cavalleria ducale che sorprese le truppe del Carmagnola attendate senza aver approntato difese nelle campagne circostanti. Si scatenò in un’improvvisa sortita dal castello riuscendo a mettere in fuga i veneti. Niccolò il Guerriero riuscì a catturarne più di mille e cinquecento.
Tre mesi dopo, verso la fine di agosto, la flotta della Serenissima, sconfitta quella ducale, era riuscita a conquistare il controllo della via fluviale del Po. Tuttavia quando i veneti tentarono di approdare a Cremona, ne furono cacciati, subendo ingenti perdite, dal capitano visconteo Cristoforo da Lavello, sebbene, narrano i cronisti, “fossero ben armati di balestre e scoppietti”. Dopo essersi rifugiati con i loro navigli a Pavia, i veneti ritentarono nuovamente la presa di Cremona, venendo nuovamente sconfitti, questa volta, dagli armati di Niccolò il Guerriero. La rivincita per l’armata della Repubblica di Venezia, coadiuvata dai Fiorentini, guidata dal Carmagnola, arrivò con la memorabile battaglia di Maclodio, combattuta e vinta, poche settimane dopo, il 12 ottobre 1427, contro l’armata ducale milanese guidata da Niccolò Piccinino sconfitta dalle forze di Venezia e Firenze sotto il comando tattico del Carmagnola.
A novembre del 1430 Niccolò il Guerriero era in Toscana come vicario militare di Niccolò Piccinino, nominato dal Duca di Milano capitano generale delle truppe genovesi, alleate alle lucchesi, in guerra contro i Fiorentini che tentavano la conquista di Lucca. L’intervento dei due condottieri era dovuto alla politica di Filippo Maria Visconti che, pur non volendo essere coinvolto direttamente in quel conflitto, aveva intessuto un'azione diplomatica per favorire l'alleanza dei lucchesi con Genova. Il 2 dicembre, Niccolò, alla decisiva battaglia del Serchio, comandava la prima schiera, forte di 400 cavalieri contribuendo alla sconfitta dell’armata della Repubblica di Firenze che dovette rinunciare, da allora in poi, a ogni progetto di egemonia sul territorio di Lucca.
Il gennaio del 1431 il Piccinino, avendo sempre come suo luogotenente il Guerriero, aveva posto il suo quartiere sotto Pontremoli. Riuscirono a conquistarla in aprile. Il giorno 27 di quel mese il capitano generale ordinò al referendario a Parma di consegnare «senza eccezione veruna» a Niccolò de’ Terzi le rocche di Marzolara, di Calestano e di Vigolone, in val Baganza, con tutte le loro pertinenze, custodendole in attesa della restituzione promessa ai Fieschi, a conclusione del conflitto.
Nel dicembre 1431 il duca Filippo Maria Visconti diede in feudo a Niccolò il Guerriero Guardasone e Montechiarugolo; terre che fino all’uccisione di Ottobuono erano state dei Terzi. Colorno. «Di più ancora gli fece dono di Colorno, come si tragge assai chiaramente da Giovanni Simonetta».. Niccolò mandò a presidiare “in nome proprio” quei feudi il 14 dicembre.

## Diplomatico e consigliere ducale
I riconoscimenti del Duca di Milano a Niccolò Terzi il Guerriero furono meritati oltre che per i servigi in cui il condottiero si era valorosamente distinto sul terreno delle armi, anche per quelli, non meno importanti ma rimasti sempre trascurati, resi a Filippo Maria Visconti in campo diplomatico e altresì quale suo consigliere..
Significative, sotto questi aspetti sono gli impegni assunti e onorati dal Terzi nel tempo della discesa in Italia di Sigismondo di Lussemburgo, durante la lunga permanenza del re in Lombardia, tappa del suo viaggio a Roma per l’incoronazione a imperatore del Sacro Romano Impero.
Allorché, nel dicembre 1430, erano giunti a Milano gli ambasciatori imperiali per organizzare il viaggio del sovrano, incaricato dal Duca della loro accoglienza fu l’ambasciatore ducale Franchino Castiglioni che poté avvalersi della collaborazione del Guerriero.. Nicolao Guerrerio de Tertiis , ovvero Nicolò Guerrero, o Nicolao Guerrerio come lo chiama il duca nelle sue missive,  fu deputato alle funzioni di accompagnatore, con ruoli organizzativi e decorativi, ma passò ben presto a incarichi più delicati: ambascerie presso Sua Maestà, delle quali fu ripetutamente incaricato dal duca, pronto a cogliere le opportunità offerte dalla confidenza e stima crescente che il Terzi si stava conquistando presso il prossimo imperatore.
Niccolò divenne perciò il referente privilegiato del Duca di Milano,  incaricato di svolgere missioni diplomatiche quale rappresentante presso il re Sigismondo che era approdato con la sua corte a Reggio. Il 24 febbraio, ad esempio, il duca incaricò Nicolao Guerrerio di riferire al monarca, riguardo alle proposte di pace avanzate dalla Repubblica di Venezia, (nobiscum de pace tractare in civitate Ferrarie per manus et medium illustris marchionis Estensis) che egli avrebbe spedito i suoi oratori a Ferrara. La lettera ufficiale di istruzioni, in latino, da esibire al futuro imperatore, era accompagnata da un’altra, esplicativa, riservata al solo Niccolò in cui il duca forniva più dettagliate istruzioni.
La missione diplomatica di Niccolò presso la corte di Sigismondo durante la permanenza in Lombardia si prolungò dal novembre 1431 all’aprile 1432.
Successivamente il Duca di Milano si servì di Niccolò il Guerriero  - “che ebbe sempre molto caro” e che annoverava tra i pochissimi della ristretta cerchia del suo consiglio segreto, accanto a Franchino Castiglione -   anche nelle trattative preliminari alla pace di Ferrara, stipulata il 26 aprile 1433.

## Nuove battaglie
Pochi mesi dopo, tuttavia, inesplicabilmente, il Terzi si allontanò dal Filippo Maria. L’anno seguente nella guerra provocata soprattutto dalle intrusioni del Visconti nei domini di papa Eugenio IV in Romagna e a Bologna, si trova schierato tra i capitani della lega anti-viscontea.
Il 28 agosto 1434, tra Castel Bolognese e Imola, l’esercito dei pontifici, alleati con Veneziani e Fiorentini, sotto il comando di Niccolò Mauruzi da Tolentino, affrontò quello ducale agli ordini del capitano generale Niccolò Piccinino che le sconfisse. Niccolò il Guerriero finì catturato. Tuttavia, trascorse poche settimane, fosse per riconoscenza o per meditata considerazione della reciproca convenienza, il duca Filippo Maria lo liberò e Niccolò tornò sotto gli stendardi del Visconti. Il 5 novembre di quell’anno, scrivono i cronisti, il Terzi, con la sua compagnia di cavalleria e con quelle di Luigi Sanseverino e Cristoforo da Uella, diretti verso Bologna, e le loro soldatesche imperversarono nel Parmigiano depredando e devastando quelle terre.
Quando nell’estate 1439 si riaccesero le ostilità fra Milano e la lega costituita dalle repubbliche di Venezia e di Firenze, le truppe viscontee erano agli ordini del capitano generale Niccolò Piccinino che poteva contare anche nel supporto di Niccolò il Guerriero alla testa di 200 cavalieri. Colta una serie di successi sul campo, i ducali riuscirono a imporre il loro controllo sulla Lombardia fino al lago di Garda. Il 26 settembre, presa Desenzano il Piccinino attaccò e sconfisse la flotta lacuale veneziana rifugiata a Toscolano. La risposta a quella vittoria viscontea sul fronte terrestre venne dal nuovo capitano generale della lega veneto-fiorentina, il condottiero Francesco Sforza, che aveva appena lasciato per miglior stipendio il duca di Milano. Il 9 di novembre riuscì a mettere in rotta le truppe ducali , facendo numerosi prigionieri tra i quali alcuni illustri come Carlo Gonzaga, secondogenito del signore di Mantova, e Niccolò de’ Terzi. Il Guerriero fu condotto prigioniero a Brescia e liberato il 1° di ottobre con il contemporaneo rilascio del provveditore veneto Giorgio Corner, tenuto in ostaggio ai famigerati Forni di Monza, per sette anni, da Filippo Maria Visconti.
L'anno successivo, nell’ottobre del 1440, il Duca di Milano fu largo di riconoscimenti con i suoi valorosi capitani d’armi e fra i premiati emerge Niccolò. Il Daverio nelle sue Memorie che Filippo Maria Visconti, “pure volle premiar alcuni di quelli Condottieri d'armi che dal canto loro non avevan mancato di attaccamento e valore […] Infine concedette alli 26 ottobre 1440 anche al magnifico Nicolao Guerrero la terra di Colorno nel Parmigiano».  ..
Il 19 settembre 1441 Niccolò Terzi, membro del consiglio segreto e consigliere di corte di Filippo Maria Visconti, fu creato cittadino di Milano..
Nell’agosto 1443 Alfonso V d'Aragona, salito al trono del Regno di Napoli come Alfonso I, inviò a Milano il suo capitano Giovanni della Noce per dare vita a una coalizione contro Francesco Sforza, allora ostile al suocero Filippo Maria Visconti e schierato agli stipendi di Veneziani e Fiorentini. Franchino Castiglioni, in funzione diplomatica, e Niccolò Terzi con Uguccione dei Contrari sul piano militare, sotto il comando del Piccinino parteciparono a quella guerra. Francesco Sforza manteneva allora un suo dominio nella Marca Anconitana, esteso da Ascoli Piceno a Fermo e Arcevia, o Rocca Contrada, avendone perso gran parte con l’invasione delle forze alleate pontificie e aragonesi.
In quella guerra dagli esiti alterni, che fece assistere a repentini cambiamenti di fronte dei protagonisti, soprattutto l’ondivago Visconti e il genero Francesco Sforza, Niccolò il Guerriero, con la sua compagnia a cavallo, nel gennaio 1444 era a Fano. In quella guerra il Terzi fu sconfitto il 19 agosto 1444, a Montolmo, presso Macerata, da Sigismondo Pandolfo Malatesta mentre si stava trasferendo verso l’Umbria, incaricato dal Piccinino di reclutarvi truppe Due mesi dopo, il 19 ottobre, furono concordate con papa Eugenio IV le condizioni di armistizio proposte da duca di Milano, si celebrò la pace a Perugia ..
Niccolò il Guerriero arrivò a Perugia nei giorni seguenti la firma della pace per riportare a Milano le sue truppe. Così si legge nella Cronaca della città di Perugia: «A quisti dì passate venne de Lombardya Nicolo Guerriere de meser Otto Buon terzo da Parma, e venne qui in Peroscia per parte del Capitano per tutte quille gente suoi che fuoro rotte nella Marca, e che tutte andassero in Lombardya; et così ogni persona va via»..
Nell’autunno 1445 Niccolò, si trovò coinvolto per ordine di Filippo Maria Visconti contro i fratelli Francesco e Alessandro Sforza. Arruolata gente d’armi nel Piacentino e nel Parmigiano, raggiunse il proprio cugino Giovan Filippo, figlio di Giacomo Terzi, nella Marca d’Ancona, a Monte San Piero degli Agli, borgo fortificato poche miglia sotto Fermo, e rafforzò le milizie viscontee di Francesco Piccinino, capitano generale del duca di Milano.
Nel 1446 si riaccesero improvvisamente le ostilità tra il Visconti e la Repubblica di Venezia. L’armata dei nemici invase la Lombardia, riuscendo ad arrivare sino alle porte di Milano. Il quadro politico era estremamente confuso. Il Duca, irresoluto, appariva irretito in una di tentate intese, accordi, alleanze che prevedevano nella controparte, Alfonso V d’Aragona, il romano pontefice, il delfino di Francia, duelli non tralasciando tentativi di compromesso Venezia e Firenze.
Agli inizi di quell’anno, in una fase in cui prevaleva il disorientamento della diplomazia ducale, Niccolò il Guerriero era stato inviato in missione diplomatica presso la Serenissima, accompagnato da Lancellotto Crotti, delegato ad avanzare delle proposte di accordo che ebbe modo di illustrare personalmente il 10 febbraio davanti al Consiglio dei Pregadi, il Senato della Repubblica di Venezia. Ma l’accoglienza, benché cortese, fu poco incoraggiante perché Venezia manteneva vive opzioni diverse, come potevano attestare gli informatissimi ambasciatori fiorentini.
Sempre nel 1446, durante l'ultima guerra veneta, Niccolò il Guerriero fu protagonista di una vicenda singolare e memoranda: l’arresto del celebre condottiero bergamasco Bartolomeo Colleoni. Quando Francesco Piccinino, ebbe degli insanabili contrasti con il Colleoni circa le strategie per togliere Cremona a Francesco Sforza, essendo questi oltre tutto sospettato d’essere in complicità con la Serenissima,  si ordinò al Terzi di arrestarlo quale indiziato di fellonia. L’arresto avvenne il 21 settembre a Pontenure, presso Piacenza.

## Da Filippo Maria Visconti a Ludovico III Gonzaga
Il 13 agosto 1447 moriva a Milano il duca Filippo Maria Visconti. Agli inizi di quell'anno, per vincere le grandi difficoltà che incontrava nella guerra in corso con la Repubblica di Venezia, aveva richiamato come capitano generale del suo esercito il genero Francesco Sforza, marito della figlia ed unica erede Bianca Maria.
A contribuire all’ultimo licenziamento dello Sforza, influenzando il volubile duca, avevano contribuito le reiterate sollecitazioni e dai sospetti di tradimento alimentati dalla influente fazione “braccesca” alla corte milanese, sempre avversa allo Sforza, che contava fra i suoi massimi esponenti Jacopo Piccinino e Francesco Piccinino, oltre a Niccolò Terzi il Guerriero, personaggio «di grande auttorità, come quelli che ministravano i denari», caricati della responsabilità di tesorieri in administranda pecunia, come informano il Corio e, prima di lui, il Simonetta nelle sue cronache coeve. ..
Dopo la scomparsa Filippo Maria il potere a Milano passò alle istituzioni dell’Aurea Repubblica Ambrosiana, che lo ressero sino al 25 marzo 1450. Francesco Sforza, l’acerrimo nemico di Niccolò il Guerriero, fu nominato capitano generale dell'esercito milanese, conservando i suoi domini di Cremona e Pavia e maturando l’opportunità, con la caduta della Repubblica, di divenire il nuovo signore di Milano.
Nel frattempo, nell’autunno del 1448, la Repubblica Ambrosiana, fra i cui esponenti si distingueva lì autorevole Franchino Castiglione, certamente amico e affine di Niccolò, affidò al Guerriero, che si era ritirato nel suo feudo a Colorno, una missione decisiva, inviandolo quale suo ambasciatore presso la Serenissima con l’incarico di offrire proposte d’armistizio che prevedevano, fra le altre, la consegna di Brescia. I patti erano tuttavia subordinati al costituirsi di un’alleanza tra le due Repubbliche, l’Ambrosiana e quella di Venezia, ostile al potere militare e ai disegni egemonici di Francesco Sforza. L’azione diplomatica che doveva gestire il Guerriero era condizionata da un quadro bellico e politico straordinariamente contraddittorio, anche nell’ottica di quei tempi caratterizzati da continui e repentini voltafaccia. Infatti Francesco Sforza era, in quel tempo capitano generale dell’armata della Repubblica Ambrosiana e il 15 settembre, alla battaglia di Caravaggio, aveva annientato sotto le insegne di Milano le truppe di Venezia. Subito dopo, tuttavia, aveva svelato sintomi inequivocabili d’esser pronto a passare al campo avversario, ove le condizioni offerte fossero a lui più confacenti.
Il Senato Veneto accolse Niccolò Terzi con lusinghieri elogi e cerimoniose espressioni di stima, ascoltò con meditata attenzione le argomentazioni espresse in nome dei Reggitori milanesi sull’interesse della Serenissima ad assicurare ai propri confini uno Stato lombardo amico con potenziale bellico equilibrato anziché un imprevedibile antagonista, quale il condottiero Francesco Sforza, del quale erano note le ambizioni e l’inaffidabilità.
Alla fine, partito il Terzi senza l’illusione d’aver persuaso, il Senato della Serenissima optò per l’accordo con Francesco Sforza preferendolo a quello proposto con la Repubblica Ambrosiana. Il 18 ottobre si stipulò il patto di Rivoltella del Garda che comprendeva aiuti militari di Venezia al condottiero (6000 cavalli e 2000 fanti), uno stipendio di 30.000 fiorini annui fino alla caduta di Milano il tutto in cambio del riconoscimento di Brescia e Bergamo.
Niccolò il Guerriero non tardò a mettersi in campo per contrastare le mire dello Sforza, dopo qualche effimero ed episodico tentativo di accordo fra i due. Nei primi mesi del 1449, il Terzi si accordò con il re di Napoli Alfonso V d'Aragona, pretendente al Ducato di Milano in forza del testamento a suo favore stilato da Filippo Maria Visconti, e gli mise a disposizione le ben munite rocche dei suoi feudi parmigiani a Guardasone ed a Colorno, rispettivamente a Sud e a Nord di Parma, come basi militari per interventi a supporto della agonizzante Repubblica Ambrosiana.
Senonché il castello di Guardasone, assediato da Alessandro Sforza in attesa vana di truppe dell’Aragona, si arrese. Niccolò il Guerriero, asserragliato nel suo ultimo feudo di Colorno, consapevole del suo isolamento, con esigue risorse militari e privo di supporti politici politiche, tanto a Parma come a Milano, prese decisioni estreme. Aveva già posto in salvo la moglie Ludovica e i figli non combattenti, inviati a Mantova. Pochi giorni dopo, abbandonava anch’egli il castello Colorno, per essere accolto alla corte del marchese Ludovico III Gonzaga. Furono suoi compagni nell’esilio mantovano i più fedeli della famiglia Terzi suoi compagni di battaglia: Giacomo o Jacopo, Beltrando o Beltramino, Gherardino o Girardino, Giberto, Guido o Guidone e Niccolò..
Alfonso d’Aragona, che aveva inviato in tardivo e inefficace soccorso di Niccolò il Guerriero il suo miglior capitano, Raimondo d'Annecchino, alla testa di 500 cavalieri, fu sempre grato per l’aiuto coraggioso che gli era stato offerto e aveva ricevuto nel suo fallito tentativo di insediarsi a Milano quale erede designato del duca Filippo Maria. Il re di Napoli intervenne più volte a favore del Terzi presso Francesco Sforza. Il 28 ottobre 1453 inviò, dopo altre, una missiva che si concludeva con una richiesta: “Postremo se demanda che a lo magnifico Nicolo Guerrero et altri Signori de Terciis recomendati de la prefacta Maiesta siano restituiti tucte le castelle, terre et roba qualsivoglia che le sia tolta per ipso conte Francisco. Et etiam a quelli signori di Cortegio”. .

## Camerlengo alla corte dei Gonzaga
Niccolò Terzi il Guerriero trovò nel 1449 la migliore accoglienza presso Ludovico III Gonzaga. Doveva aver da poco compiuto, o esser prossimo a compiere i cinquantacinque anni e approdava alla corte di Mantova in una fase in cui Ludovico stava riorganizzando e ristrutturando l’amministrazione del suo marchesato. Gli furono affidati uffici delicati probabilmente in considerazione delle esperienze maturate ai vertici della corte ducale milanese, dove era stato apprezzato da Filippo Maria Visconti, oltre che come consigliere segreto, quale diplomatico, e altresì in administranda pecunia, ossia nel ruolo di tesoriere. Assunse probabilmente da subito il rango di camerlengo, che per certo mantenne per oltre un ventennio.
Una dignità di corte che ancora lo fregiava allorché, il 14 febbraio 1469, ebbe il cingolo di cavaliere dall'imperatore Federico III d'Asburgo. A Ferrara, tappa del suo ritorno in Germania, reduce dal suo secondo viaggio a Roma, l'imperatore creò molti cavalieri. Fra i più illustri si trovarono anche il giovanissimo primogenito del signore di Mantova Federico I Gonzaga, che diverrà celebre come Francesco II Gonzaga, e l’anziano Niccolò Terzi, il Guerriero, illustre camerlengo e alto dignitario presso la corte mantovana. La sua dimora si trovava nella contrada del Cammello, vicino al ponte d'Arlotto sul porto.